# Clubiona acies
Clubiona acies là một loài nhện trong họ Clubionidae.
Loài này thuộc chi Clubiona. Clubiona acies được Hercule Nicolet miêu tả năm 1849.